# 鈴木慎一郎 (文化人類学者)
鈴木 慎一郎（すずき しんいちろう、1965年 - ）は、日本の文化人類学者、カルチュラル・スタディーズ、ポピュラー音楽研究者、関西学院大学社会学部教授。おもな研究対象は、カリブ海地域で、レゲエを中心にジャマイカなどのポピュラー文化に関する研究を行っている。
具体的な場所は公表していないが、「田舎」に生まれ育ったと称しており、おもに音楽雑誌とラジオを通して洋楽への関心をもち、1979年に初めてレゲエのレコードを購入したという。後に上京し、1985年から大学で人類学を学んだ。
1991年から1994年にかけて、ジャマイカの西インド諸島大学モナ校に留学し、キングストンに滞在した。
1996年、「ラスタファーライ - 現代ジャマイカの社会宗教運動」で、立教大学より博士（文学）を取得し、立教大学大学院文学研究科博士後期課程を修了した。
信州大学人文学部助教授、同全学教育機構准教授を経て、関西学院大学社会学部教授。

## 主な著作

### 単著
- レゲエ・トレイン：ディアスポラの響き、青土社、2000年

### 共著
- （杉浦勉、東琢磨との共著）シンコペーション ラティーノ/カリビアンの文化実践、エディマン、2003年

### 共訳
- （上野俊哉、毛利嘉孝との共訳）ポール・ギルロイ著、ブラック・アトランティック 近代性と二重意識、月曜社、2006年